# بخش خیمنز
بخش خیمنز (به اسپانیایی: Departamento Jiménez) یک منطقهٔ مسکونی در آرژانتین است که در استان سانتیاگو دل استرو واقع شده‌است. بخش خیمنز ۴٬۸۳۲ کیلومتر مربع مساحت و ۱۴٬۳۵۲ نفر جمعیت دارد.